# Juan Ramón La Chica y Mingo
Juan Ramón La Chica y Mingo (1872-post. 1932) fue un político español, diputado en las Cortes de la Restauración y alcalde de Granada.

## Biografía
Nació el 15 de julio de 1872. Jefe del partido liberal en Granada, ocupó los cargos de diputado a Cortes por dicha circunscripción, alcalde de Granada, diputado provincial, jefe superior honorario de Administración y, también, el de consejero de la Sociedad General Azucarera de España.
Mantuvo amistad con Segismundo Moret, si bien sucesivamente pasó a irse alineando políticamente con otros líderes del partido liberal como Canalejas, Romanones y García Prieto, en lo que ha sido considerado un «ejemplo paradigmático del "fulanismo" y la falta de ideología de los líderes de los partidos dinásticos, cuyo único fin era obtener el acta de diputado».
Las actuaciones en Granada de La Chica, que terminó siendo visto como un cacique, levantaron una serie de protestas en su contra a comienzos de 1919, el día 11 de febrero, que se saldaron con varios ciudadanos muertos, tras la declaración del estado de guerra y la participación del ejército para sofocar la revuelta.